# 81.º Batallón de Infantería de la Luftwaffe
El 81.º Batallón de Infantería de la Luftwafffe (81. Infanterie-Bataillon der Luftwaffe) fue una unidad de la Luftwaffe durante la Segunda Guerra Mundial.

## Historia
Fue formado en septiembre de 1944 con 4 compañías. Sirvió en la retaguardia del VIII Ejército en Eslovaquia. Fue disuelto en 1945.